# BLU-43地雷

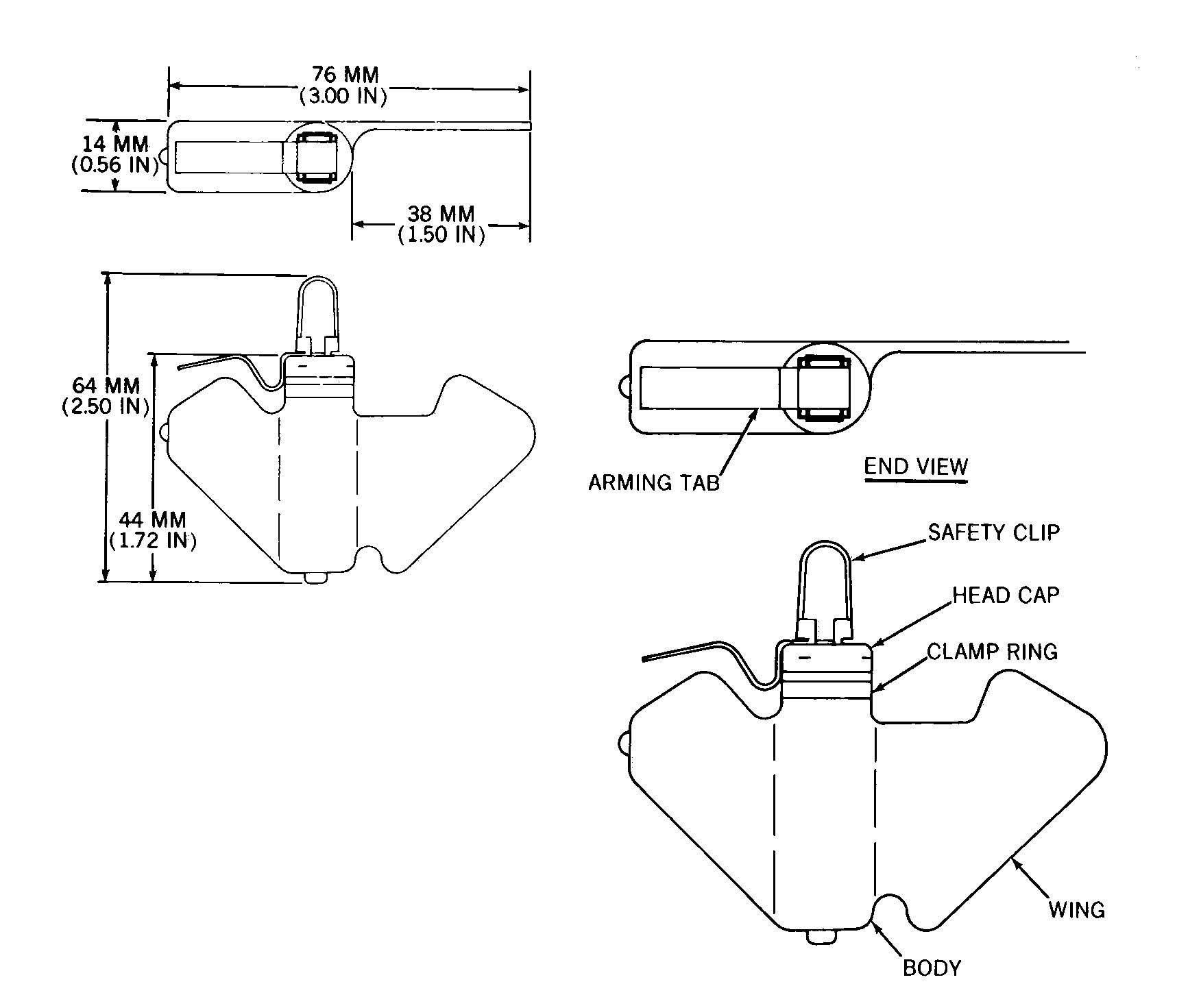
BLU-43/B原理图：外置

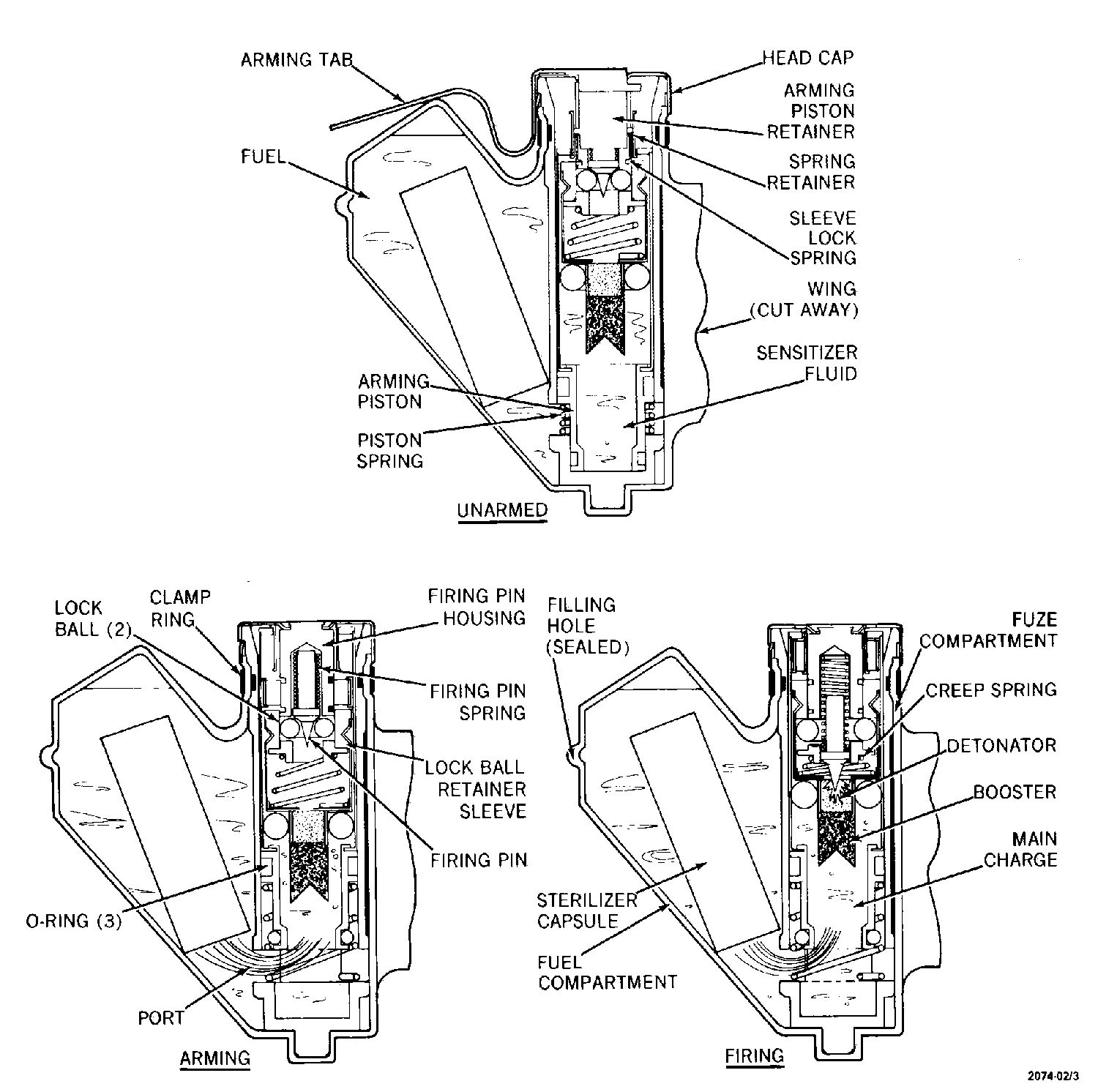
BLU-43/B原理图：内部剖视图

BLU-43/B和BLU-44/B“龙牙”是美国在越南战争期间使用的空投集束式地雷。它含有化学活化的爆炸物相对较低，通常是致残而不是致死。

## 概述
龙牙是在越南战争期间设计的，作为旨在防止渗透到南越的许多计划的一部分。龙牙是经过测试的众多空中地雷之一，被军方所青睐，因为它们可以用来阻止大面积的步行交通。它的区域封锁特性体现在任何单个地雷的爆炸物很容易杀死受害者，威力足以破坏一个人的脚，但可能甚至无法压扁经过它的卡车的轮胎。
龙牙地雷在越南的使用基本上没有引起注意，可能由于其主要在老挝作为1968年的白冰屋行动的一部分而被保密使用的产物。该系统的生产已于1970年停止，预计现有库存将在1971年底耗尽。
与龙牙系统缺乏公众评论形成鲜明对比的是，随后的苏联同类产品PFM-1在苏阿战争期间在阿富汗使用后引发了很多争议，成为导致国际禁止地雷运动的一个关键因素。

## 设计
地雷本身由塑料制成，并通过液压激活和接触/压力引爆。塑料的颜色多种多样，可以是橄榄色、棕褐色、棕色或伪装色，并且没有涂漆或模制标记。每个地雷都含有少量液态硝基甲烷/硝基乙烷炸药，其形状设计成可以使其螺旋下降到地面，从而无需降落伞。地雷中使用了一种化学自中和系统，在激活一段时间后使主要爆炸物呈惰性而失去爆炸能力。BLU-43/B和BLU-44/B这两个主要变种仅在它们的炸藥中和過程上有所不同。然而，该机制的可靠性在很大程度上是未知的，雷管和助推器装药仍然可能存在危险。
完整的龙牙系统包括将BLU-43/B或BLU-44/B（或其种BLU-44A/B）装入完整的集束弹药。总共120枚BLU-43/B装入一个CDU-2/B集束适配器，然后其中40枚装入SUU-13/A集束分配器，形成完整的CBU-28/A集束弹药。相同数量的BLU-44/B地雷装入相同数量的CDU-3/B适配器，安装在SUU-13/A分配器上，形成完整的CBU-37/A。SUU-13/A是一种集束发射器，它一直连接在飞机上，在飞机向前飞行时分配地雷的集束适配器，与集束炸弹不同，集束炸弹从飞机上释放然后分配其子弹药。

## 规格
- 重量：20 g（0.71 oz）
- 长度：75 mm（3.0英寸）
- 宽度：45 mm（1.8英寸）（装备时）
- 高度：45 mm（1.8英寸）
- 主装药：9 g（0.32 oz）硝基甲烷和硝基乙烷混合物
- 敏化剂：丙二胺和甲醇

### 引用
1. 1 2  United States, 1971. p. 138
2. ↑  Parsch, Andreas. Designation-Systems.net. 4 February 2008. BAK to BSU/BSG - Equipment Listing （页面存档备份，存于）. Access Date: 27 March 2008; ORDATA Online. U.S. MINE UNIT, APERS, BLU–43/B, –44/B, & –44A/B; MINE UNIT, TRAINING, BLU-43(T-1)/B & -43(T-2)/B 的存檔，存档日期2011-08-23.. Access Date: 27 March 2008
3. ↑  Parsch, Andreas. Designation-Systems.net. 4 February 2008. BAK to BSU/BSG - Equipment Listing （页面存档备份，存于）. Access Date: 27 March 2008